# Warburgiella venemae
Warburgiella venemae är en bladmossart som beskrevs av Bennard Otto van Zanten 1964. Warburgiella venemae ingår i släktet Warburgiella och familjen Sematophyllaceae. Inga underarter finns listade i Catalogue of Life.